# Weiyuan (Dingxi)
Der Kreis Weiyuan (渭源县; Pinyin: Wèiyuán Xiàn) ist ein Kreis in der chinesischen Provinz Gansu. Er gehört zum Verwaltungsgebiet der bezirksfreien Stadt Dingxi. Weiyuan hat eine Fläche von 2.064 Quadratkilometern und zählt 332.700 Einwohner (Stand: Ende 2018).

## Weblink
- Offizielle Website (chinesisch)